# Ijuí (ort)
Ijuí är en ort i Brasilien.   Den ligger i kommunen Ijuí och delstaten Rio Grande do Sul, i den södra delen av landet, 1 500 km söder om huvudstaden Brasília. Ijuí ligger 329 meter över havet och antalet invånare är 71 202.
Terrängen runt Ijuí är platt. Ijuí är det största samhället i trakten.
Trakten runt Ijuí består till största delen av jordbruksmark. Runt Ijuí är det ganska tätbefolkat, med 58 invånare per kvadratkilometer.